# Humpolec
Humpolec é uma cidade checa localizada na região de Vysočina, distrito de Pelhřimov.